# معاهدة التسوية النهائية فيما يتعلق بألمانيا
معاهدة التسوية النهائية فيما يتعلق بألمانيا ((بالألمانية: Vertrag über die abschließende Regelung in Bezug auf Deutschland)‏)،
أو اتفاقية أربعة زائد اثنان ((بالألمانية: Zwei-plus-Vier-Vertrag)‏؛)، جرى التفاوض عليها في عام 1990 بين جمهورية ألمانيا الاتحادية وجمهورية ألمانيا الديمقراطية (المسميتان اثنان)، والقوى الأربع التي احتلت ألمانيا في نهاية الحرب العالمية الثانية في أوروبا: فرنسا والاتحاد السوفيتي والمملكة المتحدة والولايات المتحدة. تخلت القوى الأربع في المعاهدة عن جميع الحقوق التي تحتفظ بها في ألمانيا، مما سمح لألمانيا الموحدة بأن تصبح ذات سيادة كاملة في العام التالي. من ناحية أخرى، وافقت ألمانيا على تأكيد قبولها لحدودها الحالية مع بولندا، وقبلت أن حدود ألمانيا بعد التوحيد لن تتوافق إلا مع الأراضي التي يديرها بعد ذلك ألمانيا الغربية والشرقية، مع استبعاد وتخلي أي أراضي إقليمية أخرى المطالبات (على سبيل المثال، إلى كالينينغراد أوبلاست).

## خلفية

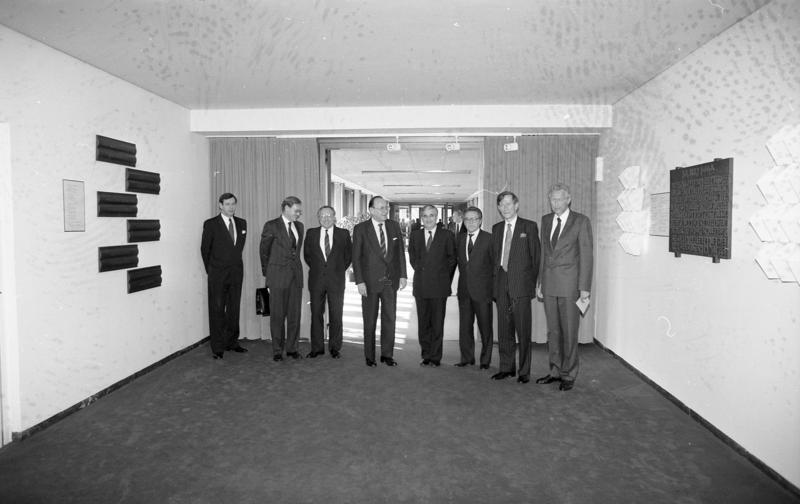
المشاركون في الجولة الأولى من المحادثات التي عقدت في مارس 1990 للتفاوض على المعاهدة

في 2 أغسطس 1945، تم إبرام اتفاق بوتسدام، في نهاية مؤتمر بوتسدام، من بين أشياء أخرى متفق عليها كانت الشروط الأولية التي بموجبها يحكم حلفاء الحرب العالمية الثانية ألمانيا. منحت الحدود الألمانية البولندية المؤقتة المعروفة باسم خط أودر - نيس، من الناحية النظرية في سياق «الحدود المؤقتة»، معظم المقاطعات الشرقية الألمانية إلى بولندا والاتحاد السوفيتي. كانت تلك الاتفاقات التي تم التوصل إليها مؤقتة، وكان الاتفاق ينص على أن يتم وضع اللمسات الأخيرة على «تسوية سلمية تقبلها حكومة ألمانية عندما يتم إنشاء حكومة مناسبة لهذا الغرض» (اتفاقية بوتسدام 1.3.1). أصبحت «المسألة الألمانية» الشاملة واحدة من القضايا البارزة والحاسمة في الحرب الباردة الطويلة، وحتى تم إحرازها في أواخر الثمانينيات، لم يتحقق تقدم كبير في إنشاء حكومة ألمانية واحدة تكفي لغرض الموافقة على التسوية النهائية. هذا يعني أنه في بعض النواحي لم يكن لألمانيا سيادة وطنية كاملة. :42–43
أدت العديد من التطورات في عامي 1989 و1990، والتي أطلق عليها مجتمعة " Die Wende" و«الثورة السلمية»، إلى سقوط جدار برلين وانهيار SED في جمهورية ألمانيا الديمقراطية (GDR أو ألمانيا الشرقية). حصل في الانتخابات الوطنية التي جرت في 18 مارس 1990 في جمهورية ألمانيا الديمقراطية، حصل تحالف انتخابي من الأحزاب التي كانت تؤيد إعادة توحيد ألمانيا من خلال المادة 23 من القانون الأساسي لجمهورية ألمانيا الفيدرالية على أصوات عدة. :229–232 :211–214 لتحقيق الوحدة والسيادة الكاملة ، كانت كلتا الدولتين الألمانيتين على استعداد لقبول شروط اتفاقية بوتسدام التي أثرت على ألمانيا. كان من الممكن إذن لجميع الأطراف الدولية التفاوض على تسوية نهائية. 

## المعاهدة

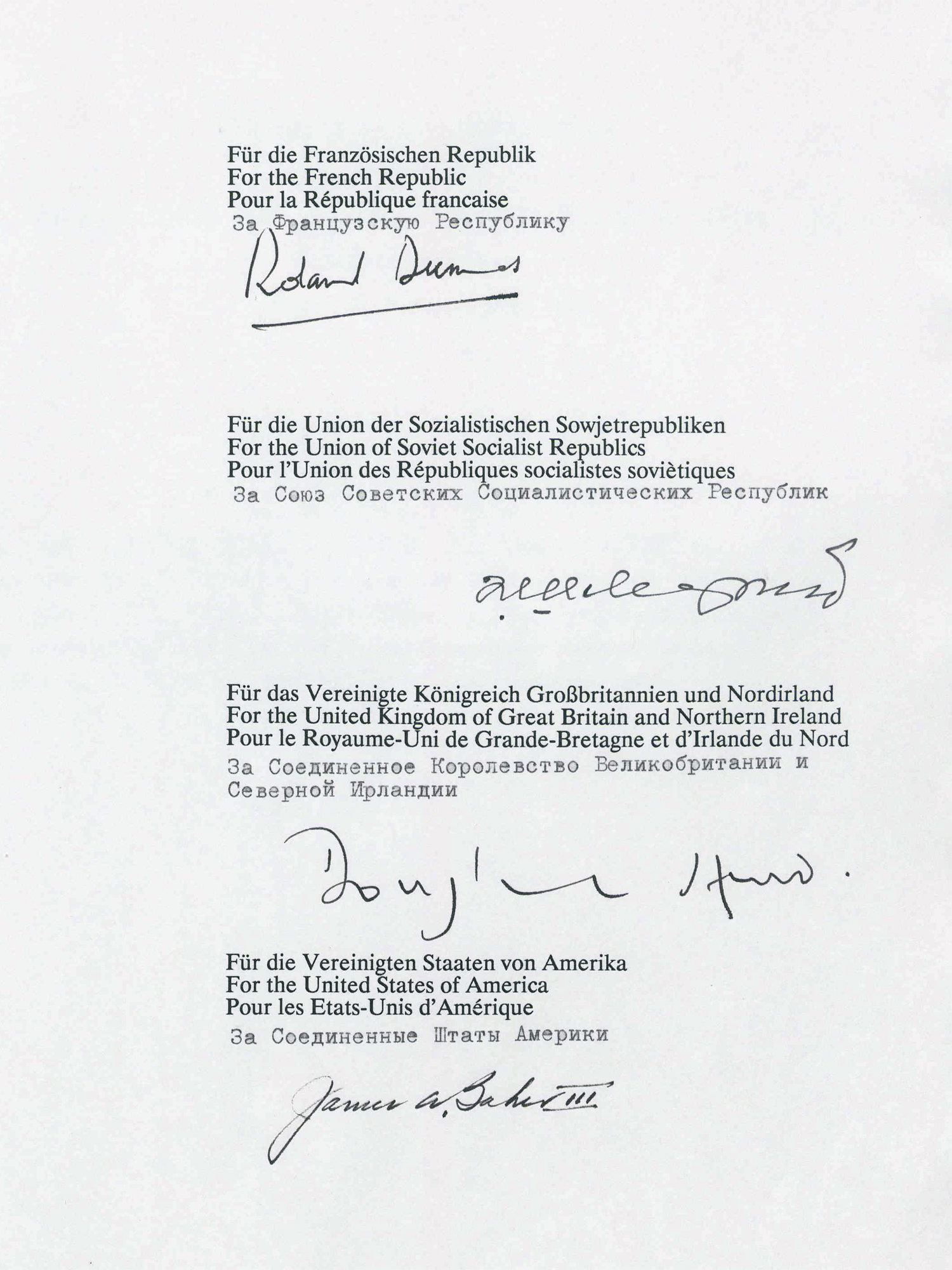
توقيعات ممثلي القوى الأربع على المعاهدة النهائية

تم التوقيع على معاهدة التسوية النهائية فيما يتعلق بألمانيا في موسكو، الاتحاد السوفيتي، في 12 سبتمبر 1990،  :363 ومهدت الطريق لإعادة توحيد ألمانيا في 3 أكتوبر 1990. بموجب أحكام المعاهدة، تخلت القوى الأربع عن جميع الحقوق التي كانت تتمتع بها في السابق في ألمانيا، بما في ذلك الحقوق المتعلقة بمدينة برلين. بعد إيداع آخر صك للتصديق، أصبحت ألمانيا الموحدة ذات سيادة كاملة في 15 مارس 1991.
تسمح المعاهدة لألمانيا بإنشاء تحالفات والانتماء إليها، دون أي تأثير أجنبي في سياساتها. غادرت جميع القوات السوفيتية ألمانيا بحلول نهاية عام 1994. قبل انسحاب السوفييت، لن تنشر ألمانيا سوى وحدات دفاع إقليمية غير مدمجة في هياكل التحالف. تم تعيين القوات الألمانية في بقية ألمانيا في مناطق تمركزت فيها القوات السوفيتية. بعد انسحاب السوفيت، يمكن للألمان نشر قوات بحرية في تلك المناطق، باستثناء الأسلحة النووية. طوال فترة التواجد السوفيتي، بقيت قوات الحلفاء متمركزة في برلين بناءً على طلب ألمانيا.
تعهدت ألمانيا بتخفيض عدد قواتها المسلحة إلى 370،000 فرد، منهم 345،000 في الجيش والقوات الجوية. ستبدأ هذه الحدود في الوقت الذي تدخل فيه معاهدة القوات المسلحة التقليدية في أوروبا حيز التنفيذ، كما لاحظت المعاهدة أنه من المتوقع أن يقدم المشاركون الآخرون في المفاوضات "إسهامهم في تعزيز الأمن والاستقرار في أوروبا". بما في ذلك تدابير للحد من نقاط القوة لدى الأفراد". أكدت ألمانيا من جديد أيضًا تخليها عن تصنيع الأسلحة النووية والبيولوجية والكيميائية وحيازتها والسيطرة عليها، وبصفة خاصة أن معاهدة عدم انتشار الأسلحة النووية ستستمر في تطبيقها بالكامل على ألمانيا الموحدة (جمهورية ألمانيا الاتحادية). لن يتم نشر أو نشر أي قوات مسلحة أجنبية أو أسلحة نووية أو حاملات الأسلحة النووية في ست ولايات (منطقة برلين وألمانيا الشرقية السابقة)، مما يجعلها منطقة خالية من الأسلحة النووية بشكل دائم. يمكن للجيش الألماني نشر أنظمة أسلحة تقليدية بقدرات غير تقليدية، شريطة أن تكون مجهزة ومصممة للقيام بدور تقليدي بحت. كما وافقت ألمانيا على استخدام القوة العسكرية فقط وفقًا لميثاق الأمم المتحدة.
ومن الأحكام المهمة الأخرى للمعاهدة تأكيد ألمانيا للحدود المعترف بها دولياً الآن مع بولندا، والتغييرات الإقليمية الأخرى في ألمانيا التي حدثت منذ عام 1945، ومنع أي ادعاءات مستقبلية بفقدان أراضي شرق خط أودر-نايسه (انظر أيضًا الأراضي الشرقية السابقة لألمانيا) التي كانت تاريخيا جزءًا من ألمانيا لعدة قرون قبل 31 ديسمبر 1937. حددت المعاهدة أراضي «ألمانيا الموحدة» بأنها أراضي ألمانيا الشرقية وألمانيا الغربية وبرلين، وتمنع ألمانيا من تقديم أي مطالبات إقليمية في المستقبل. ووافقت ألمانيا أيضًا على توقيع معاهدة منفصلة مع بولندا تعيد تأكيد الحدود المشتركة الحالية، الملزمة بموجب القانون الدولي، بالتخلي الفعلي عن هذه الأراضي إلى بولندا. وقد تم ذلك في 14 تشرين الثاني / نوفمبر 1990 بتوقيع معاهدة الحدود الألمانية البولندية. وعلاوة على ذلك، كانت الجمهورية الاتحادية مطالبة بموجب المعاهدة بتعديل قانونها الأساسي بحيث يحظر دستوريًا قبول أي طلب لدمجها في ألمانيا من أقاليم خارج أراضي ألمانيا الشرقية وألمانيا الغربية وبرلين.
على الرغم من أن المعاهدة وقعت من قبل ألمانيا الغربية والشرقية كدولتين مستقلتين ذات سيادة، إلا أنها صدقت عليها فيما بعد ألمانيا الموحدة (جمهورية ألمانيا الاتحادية). 

## التنفيذ
بعد أن حل الاتحاد السوفيتي نفسه في ديسمبر عام 1991، انتقلت وحدة قيادة المجموعة السوفيتية للقوات السوفيتية في ألمانيا إلى الاتحاد الروسي. اعترفت الحكومة الألمانية لاحقًا بمطالبة الاتحاد الروسي بأنها الدولة الخلف للاتحاد السوفيتي، بما في ذلك الحق في الاحتفاظ بقوات في ألمانيا حتى نهاية عام 1994. ومع ذلك، وفي ظل مواجهة روسيا ما بعد الاتحاد السوفيتي، عانى الرئيس بوريس يلتسين من تخفيض عدد القوات الروسية في ألمانيا إلى مستويات أقل بكثير من المستويات المسموح بها في المعاهدة. غادرت آخر القوات الروسية ألمانيا في نهاية أغسطس عام 1994، قبل أربعة أشهر من الموعد النهائي للمعاهدة.
في العقد الأول من القرن الحادي والعشرين، خضع الجيش الألماني لتحول تدريجي إلى قوة احترافية كاملة. بحلول عام 2011، وهو العام الذي أوقفت فيه ألمانيا التجنيد الإلزامي، احتفظ البوندسوير بأقل من 250،000 من الأفراد في الخدمة الفعلية - بالكاد ثلثي الحد الأقصى للمعاهدة في البلاد والبالغ 370،000. 

## الانتهاكات المزعومة
وقد زُعم أن المعاهدة قد انتهكت في عدد من المناسبات. بموجب تفسير واحد للمعاهدة، يجوز نشر القوات الألمانية فقط في منطقة ألمانيا الشرقية السابقة. في سبتمبر 2007، عرضت فرنسا سيطرة مشتركة مع ألمانيا بترسانتها النووية، ولكن الألمان رفض ذلك.

### توسع الناتو شرقا
أكد المؤرخ ستيفن ف. كوهين في عام 2005 أنه تم إعطاء التزام بأن الناتو لن يتوسع أبداً شرقًا،  ولكن وفقًا لروبرت زوليك، الذي كان آنذاك مسؤولًا في وزارة الخارجية الأمريكية شارك في عملية التفاوض مع اثنين زائد أربعة، يبدو أن هذا سوء فهم. لم يتم تقديم أي التزام رسمي من هذا القبيل. في 7 مايو 2008، أعلن الزعيم السوفيتي السابق ميخائيل غورباتشوف، في مقابلة مع صحيفة ديلي تلغراف البريطانية، رأيه أن هذا الالتزام قد تم: 
 ومع ذلك، في مقابلة 2014 غورباتشوف عكس نفسه بقوله أن موضوع «توسيع الناتو» على هذا النحو «لم يناقش على الإطلاق»، على الرغم من أنه أكد أن قرار توسيع الناتو في الشرق كان «انتهاكا لروح التصريحات والتأكيدات التي قدمت لنا في عام 1990».
انتقد الناتو الاحتجاج بالتعهد المزعوم بعدم التوسع لتبرير ضم روسيا لشبه جزيرة القرم.

## الغائبون عن المعاهدة
لعبت معاهدة أثنين زائد أربعة دور معاهدة سلام، لكنها لم تكن تسمى معاهدة سلام. هذا لا يمكن أن يكون في مصلحتها «لأسباب مالية»، وفقًا لوزير الدولة الألماني فريدريش فوس في ذلك الوقت. كان السبب هو السؤال المفتوح عن التعويضات الألمانية للحرب العالمية الثانية، وخاصة في حالة اليونان. تجادل برلين اليوم بأن اليونانيين كان يجب عليهم تقديم مطالبهم في عام 1990.